# Национальная космическая организация
Национальная космическая организация (NSPO, ранее известная как Национальное управление космической программы) основана в 2001 году, является гражданским космическим агентством Китайской Республики под эгидой Национального научного Исполнительного совета Юаня. NSPO участвует в развитии освоения космического пространства, спутниковой связи и её развитии, а также связанных с ними технологий и инфраструктуры (в том числе серии спутников наблюдения Земли FORMOSAT), занимается исследованиями в области авиационно-космической техники, дистанционного зондирования, астрофизики, информатики, космического оружия и защиты национальной безопасности Республики Китай.
Первый тайваньский спутник ROCSAT-1 был запущен 27 января 1999 года, в рамках первой космической программы в период с 1991—2006 гг. также на орбиту был выведен ROCSAT-2, запущенный 21 мая 2004 года.
NSPO штаб-квартира и основной наземный пункт управления расположены в г. Синьчжу, Тайвань.